# 烏丸通

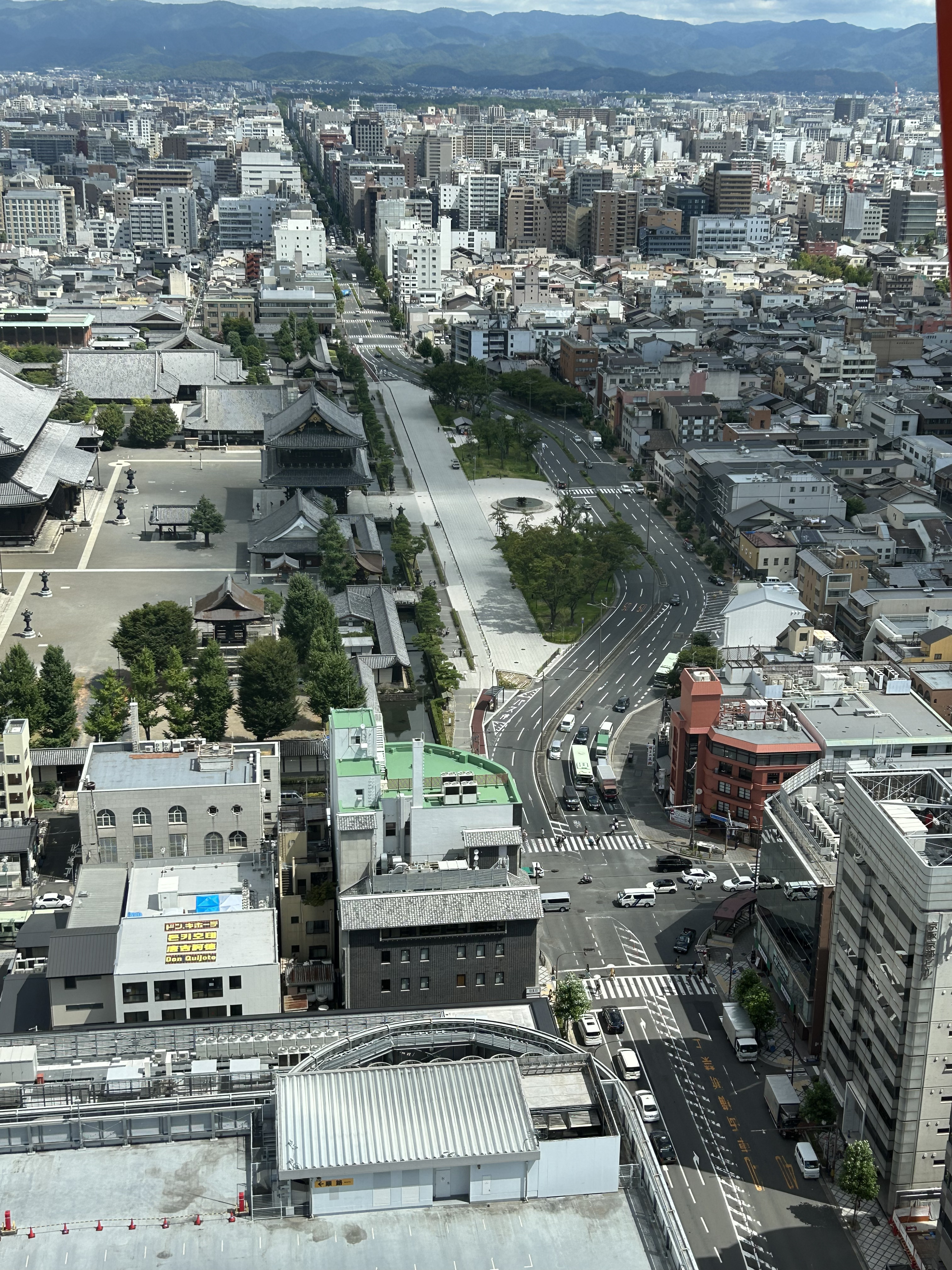
京都タワーから北に見る。左手の施設が東本願寺。

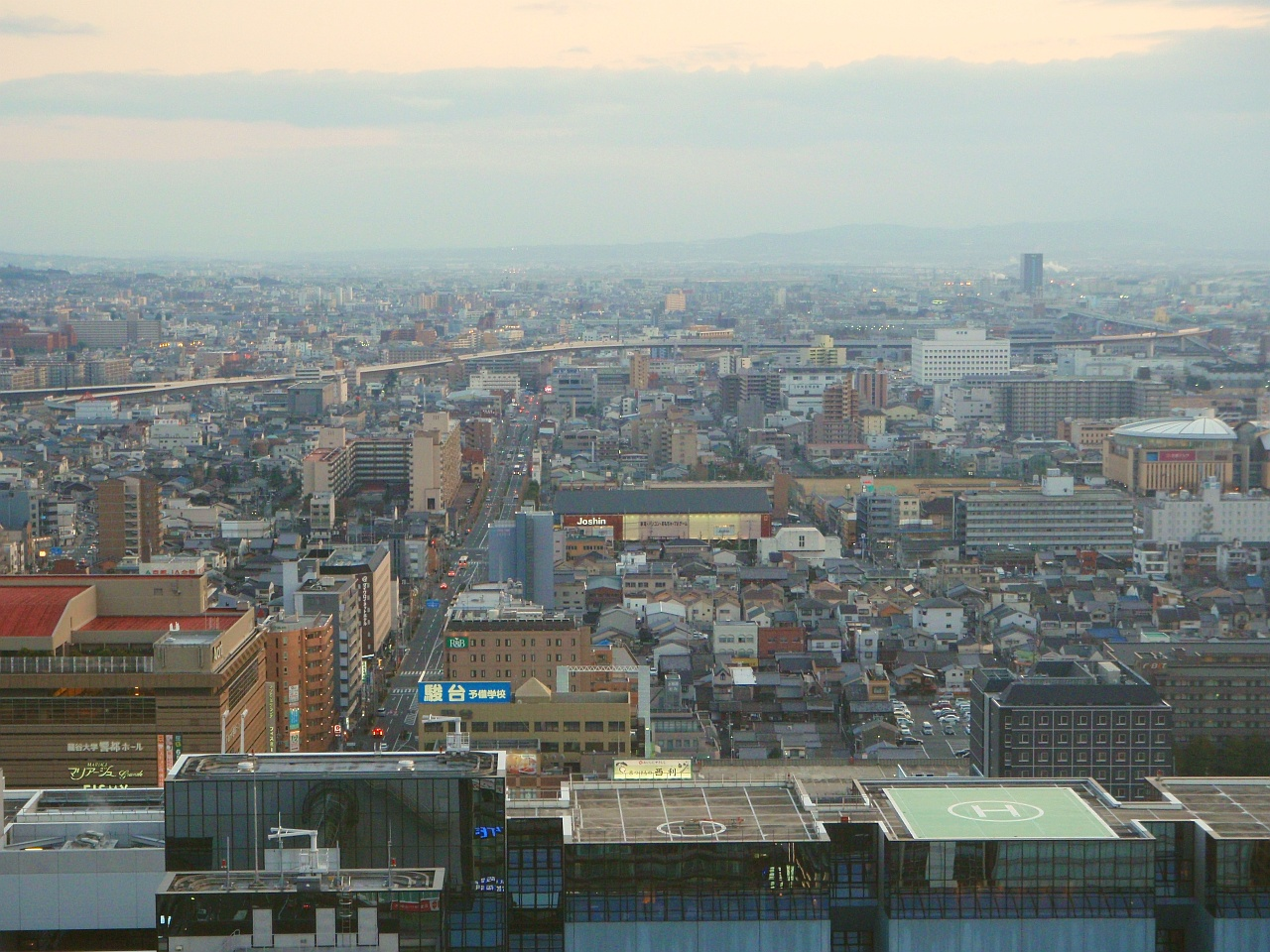
京都タワーから南に見る（左手前から奥にかけての幹線道路が烏丸通）。南端部の少し先に阪神高速8号京都線がおおむね東西に蛇行する。手前は京都駅ビル、左端の建物は京都アバンティ。

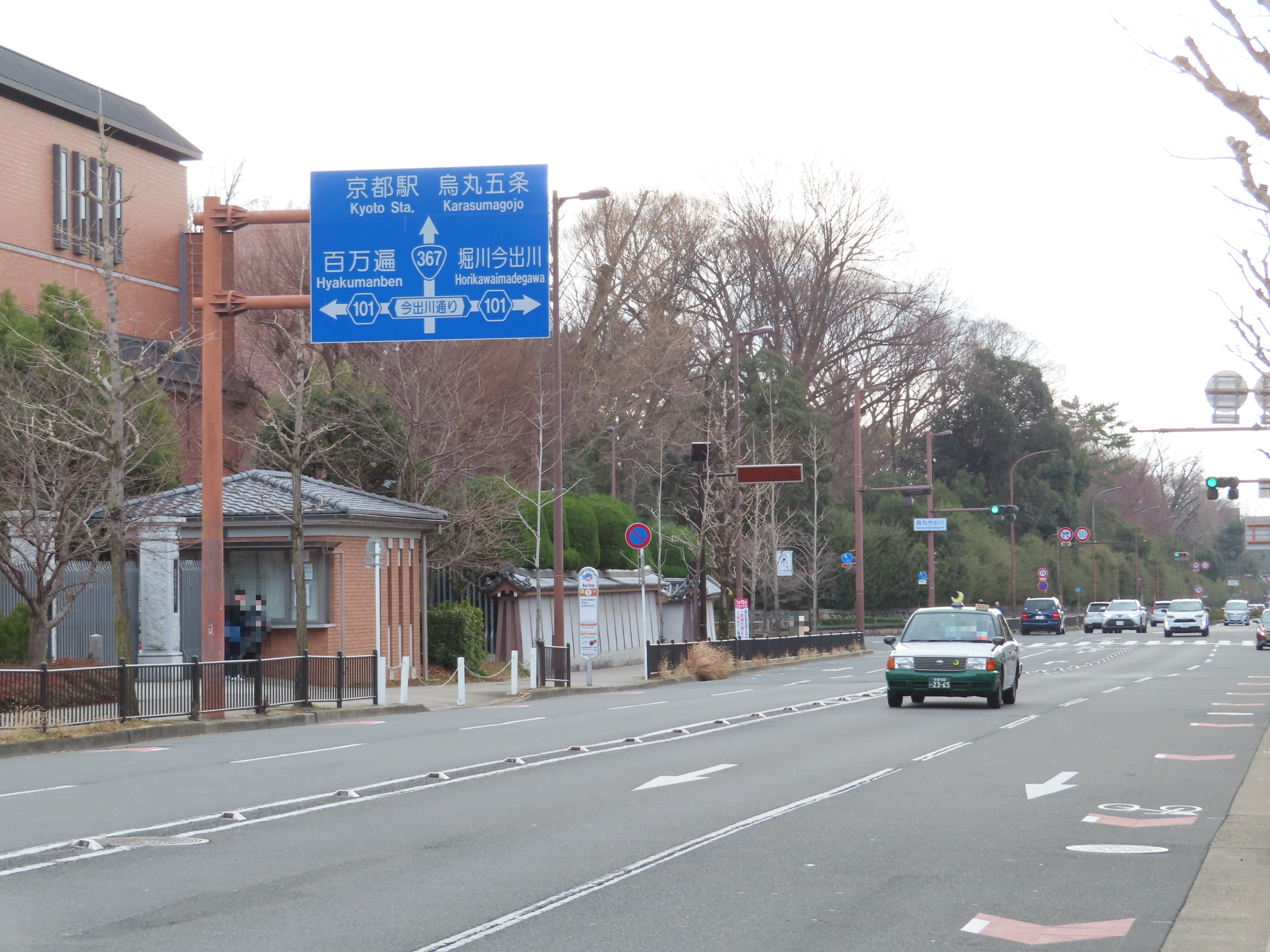
烏丸今出川交差点（北西角より撮影）

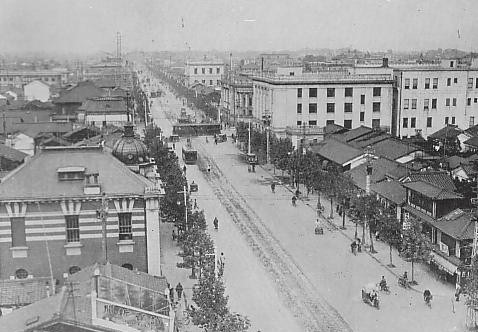
1930年代の烏丸通

烏丸通（からすまどおり）は京都市の主要な南北の通りのひとつ。本来は「からすまる」と読まれたが、撥音便化を経て音が脱落し、現在は「からすま」と読む（からすまるどほり→からすまんどおり→からすまどおり）。「烏丸家」という公家もあるが、こちらは「からすまるけ」と読む。

## 概要
平安京の烏丸小路にあたる。北は北大路バスターミナル（北大路駅）の北側の今宮通まで。南は京都駅で分断されるが、久世橋通まで延びている。
北大路通以北を除いて4車線の道路である。1877年に京都駅が誕生した後、京都市三大事業の一つである街路拡幅により駅正面の大通りとなったのは、「行幸道路」として拡幅されたためである。また、三大事業の一つとして京都市電烏丸線も敷設された。京都御所の西端を通り、京都駅を南北に交差するため、平安京の朱雀大路であった千本通に代わって、京都のメインストリートとなった。四条烏丸交差点周辺を中心として烏丸通は京都のビジネス街とされ、多くの銀行や企業がある。なお、京都市電烏丸線は1977年までに廃止されたが、のちに道路下には京都市営地下鉄烏丸線が敷設されている。また京都駅より南側の八条通以南は長らく細い道幅のままであったが、地下鉄烏丸線の京都 - 竹田間延伸工事にあわせて1988年に4車線に拡幅され、並行する竹田街道の混雑緩和に役立っている。九条通から十条通の北までの西側の南行一方通行の道路は旧烏丸通と呼ばれる。
国道としては烏丸七条から烏丸五条までが国道24号、烏丸五条から烏丸北大路までが国道367号となっている。また、東本願寺の東側にあたる烏丸七条から烏丸花屋町の区間は東に蛇行し不明門通に重なるような線形をとっているが、これは市電の線路を敷設する際に、東本願寺の門前に全国から集まる門徒によって混雑するのを避けるため、東本願寺が通りの東側の空き地を提供し、弓なりに付け替えられたもので、1974年3月末の市電廃止後も線形は変化していない（冒頭写真参照）。2021年3月には、中央にある緑地帯を東本願寺側から京都市へ無償貸与することを正式に決定し、以前の烏丸通と合わせて「憩いの場・交流の場」として整備される予定。
御池通から四条通までの沿道は、路上喫煙等禁止区域に指定されている。
1994年（平成6年）に読売新聞社選定の「新・日本街路樹100景」のひとつに選定されている。

## 沿道の主な施設
- キタオオジタウン
  - 京都市営地下鉄烏丸線 北大路駅
  - 北大路バスターミナル
  - 京都市営バス烏丸営業所
  - 北大路ビブレ
- 大谷大学
- 地域医療機能推進機構京都鞍馬口医療センター
- 京都市営地下鉄烏丸線 鞍馬口駅
- 京都市立烏丸中学校
- 相国寺
- 京都市営地下鉄烏丸線 今出川駅
- 同志社大学 今出川キャンパス、烏丸キャンパス、室町キャンパス寒梅館
- 京都御苑・京都御所
- 京都放送（KBS京都）
- 護王神社
- 聖アグネス教会
- 平安女学院中学校・高等学校
- 京都市営地下鉄烏丸線 丸太町駅
- 京都新聞社
- 京都商工会議所
- 京都国際マンガミュージアム
- 京都市営地下鉄 烏丸御池駅
- NHK新京都放送会館（NHK京都放送局）

- みずほ銀行京都中央支店
- 新風館
- NTT西日本京都支店
- 頂法寺（六角堂）
- 京都中央信用金庫本店

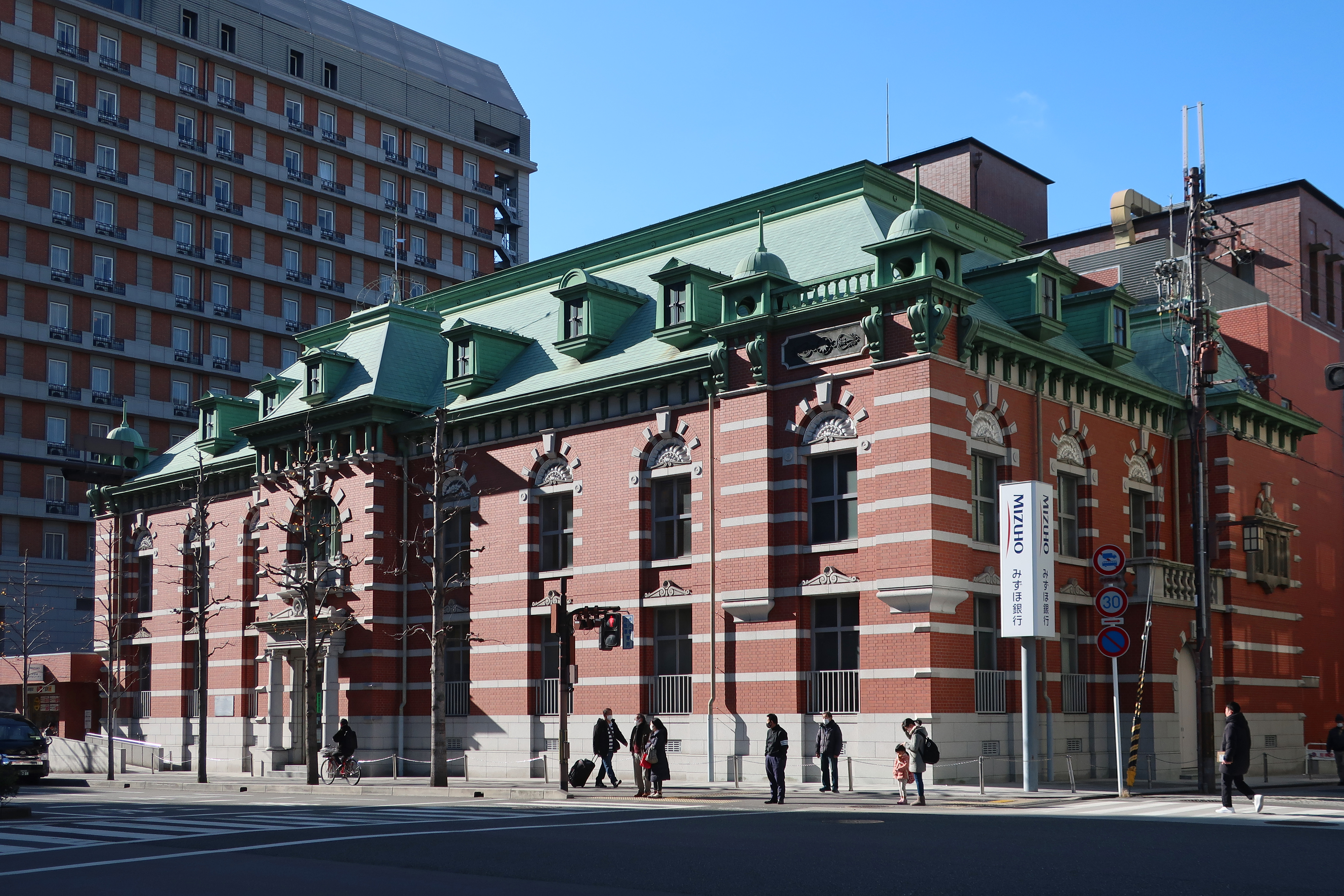
みずほ銀行京都中央支店

- 京都市営地下鉄烏丸線 四条駅・阪急電鉄京都本線 烏丸駅
- COCON KARASUMA
  - 京都シネマ
  - エフエム京都（α-STATION）
- 下京警察署
- 京都銀行本店
- 京都市営地下鉄烏丸線 五条駅
- 東本願寺
- 京都ヨドバシ
- 京都タワー
- 京都駅前地下街ポルタ
- 京都駅
  - 京都駅ビル
    - ジェイアール京都伊勢丹
    - ホテルグランヴィア京都
    - 京都劇場
- 京都アバンティ
  - ホテル京阪京都
- 城興寺
- 京都市営地下鉄烏丸線 九条駅
- 京都市営地下鉄烏丸線 十条駅
- 京阪バス本社
- 日本交通京都営業所

## 交差する道路など
※交差する道路などの特記がないものは市道。
| 交差する道路など 西←〈烏丸通〉→東       | 交差する道路など 西←〈烏丸通〉→東        | 交差する場所 | 交差する場所 | 路線番号  | 起点から (km) |                      |
| --------------------------------------- | ---------------------------------------- | ------------ | ------------ | --------- | ------------- | -------------------- |
| 〈今宮通〉                              | 〈今宮通〉                               | 北区         |              | -         | -             | 北 ↑ 〈烏丸通〉 ↓ 南 |
| 市道181号京都環状線 〈北大路通〉        | 国道367号 〈北大路通〉                   | 北区         | 烏丸北大路   | -         | 5.3           | 北 ↑ 〈烏丸通〉 ↓ 南 |
| 市道181号京都環状線 〈北大路通〉        | 国道367号 〈北大路通〉                   | 北区         | 烏丸北大路   | 国道367号 | 5.3           | 北 ↑ 〈烏丸通〉 ↓ 南 |
| 〈紫明通〉                              | 〈紫明通〉                               | 北区         | 烏丸紫明     | 4.9       |               | 北 ↑ 〈烏丸通〉 ↓ 南 |
| 〈鞍馬口通〉                            | 〈鞍馬口通〉                             | 北区         | 烏丸鞍馬口   | 4.6       |               | 北 ↑ 〈烏丸通〉 ↓ 南 |
| 〈寺之内通〉                            | -                                        | 上京区       | 烏丸寺之内   | 4.2       |               | 北 ↑ 〈烏丸通〉 ↓ 南 |
| 府道101号銀閣寺宇多野線 〈今出川通〉    | 府道101号銀閣寺宇多野線 〈今出川通〉     | 上京区       | 烏丸今出川   | 3.7       |               | 北 ↑ 〈烏丸通〉 ↓ 南 |
| 〈中立売通〉                            | -                                        | 上京区       | 烏丸中立売   | 3.2       |               | 北 ↑ 〈烏丸通〉 ↓ 南 |
| 〈下長者町通〉                          | -                                        | 上京区       | 烏丸下長者町 | 2.9       |               | 北 ↑ 〈烏丸通〉 ↓ 南 |
| 〈下立売通〉                            | -                                        | 上京区       | 烏丸下立売   | 2.6       |               | 北 ↑ 〈烏丸通〉 ↓ 南 |
| 市道187号鹿ヶ谷嵐山線 〈丸太町通〉      | 市道187号鹿ヶ谷嵐山線 〈丸太町通〉       | 上京区       | 烏丸丸太町   | 2.3       |               | 北 ↑ 〈烏丸通〉 ↓ 南 |
| 府道37号二条停車場東山三条線 〈御池通〉 | 府道37号二条停車場東山三条線 〈御池通〉  | 中京区       | 烏丸御池     | 1.6       |               | 北 ↑ 〈烏丸通〉 ↓ 南 |
| 市道186号嵐山祇園線 〈四条通〉          | 市道186号嵐山祇園線 〈四条通〉           | 下京区       | 四条烏丸     | 0.8       |               | 北 ↑ 〈烏丸通〉 ↓ 南 |
| 〈高辻通〉                              | 〈高辻通〉                               | 下京区       | 烏丸高辻     | 0.4       |               | 北 ↑ 〈烏丸通〉 ↓ 南 |
| 国道1号 〈五条通〉 大津方面             | 国道1号 〈五条通〉 大津方面              | 下京区       | 烏丸五条     | 0.0       |               | 北 ↑ 〈烏丸通〉 ↓ 南 |
| 国道1号 〈五条通〉 大津方面             | 国道1号 〈五条通〉 大津方面              | 下京区       | 烏丸五条     | 国道24号  | 0.0           | 北 ↑ 〈烏丸通〉 ↓ 南 |
| 〈六条通〉車両通行止め                  | 〈六条通〉                               | 下京区       |              | 国道24号  | 0.3           | 北 ↑ 〈烏丸通〉 ↓ 南 |
| 〈花屋町通〉                            | 〈花屋町通〉                             | 下京区       |              | 国道24号  | 0.3           | 北 ↑ 〈烏丸通〉 ↓ 南 |
| 府道113号梅津東山七条線 〈七条通〉      | 国道24号 〈七条通〉 奈良方面             | 下京区       | 烏丸七条     | 国道24号  | 0.8           | 北 ↑ 〈烏丸通〉 ↓ 南 |
| 府道113号梅津東山七条線 〈七条通〉      | 国道24号 〈七条通〉 奈良方面             | 下京区       | 烏丸七条     | 府道32号  | -             | 北 ↑ 〈烏丸通〉 ↓ 南 |
| 〈塩小路通〉                            | 府道115号伏見港京都停車場線 〈塩小路通〉 | 下京区       |              | 府道32号  | -             | 北 ↑ 〈烏丸通〉 ↓ 南 |
| 京都駅                                  |                                          |              |              |           |               | 北 ↑ 〈烏丸通〉 ↓ 南 |
| 〈八条通〉                              | 〈八条通〉                               | 南区         |              | -         | -             | 北 ↑ 〈烏丸通〉 ↓ 南 |
| 〈東寺通〉                              | 〈東寺通〉                               | 南区         | 烏丸東寺道   | -         | -             | 北 ↑ 〈烏丸通〉 ↓ 南 |
| 府道143号四ノ宮四ツ塚線 〈九条通〉      | 府道143号四ノ宮四ツ塚線 〈九条通〉       | 南区         | 九条烏丸     | -         | -             | 北 ↑ 〈烏丸通〉 ↓ 南 |
| 〈札辻通〉                              | 〈札辻通〉                               | 南区         | 烏丸札ノ辻   | -         | -             | 北 ↑ 〈烏丸通〉 ↓ 南 |
| 市道181号京都環状線 〈十条通〉          | 市道181号京都環状線 〈十条通〉           | 南区         | 十条烏丸     | -         | -             | 北 ↑ 〈烏丸通〉 ↓ 南 |
| 〈久世橋通〉                            | 〈久世橋通〉                             | 南区         | 久世橋通烏丸 | -         | -             | 北 ↑ 〈烏丸通〉 ↓ 南 |